# Mississippi Burning
Mississippi Burning er en film fra 1988 instrueret af Alan Parker. Filmen er et kriminaldrama baseret på en virkelig begivenhed, hvor borgerrettighedsaktivister blev myrdet i 1964 i Mississippi.
Filmens hovedroller spilles af Gene Hackman og Willem Dafoe.

## Medvirkende
- Gene Hackman som Agent Rupert Anderson
- Willem Dafoe som Agent Alan Ward
- Frances McDormand som Mrs. Pell
- Brad Dourif som Deputy Clinton Pell
- Gailard Sartain som Sheriff Ray Stuckey
- R. Lee Ermey som Mayor Tilman
- Stephen Tobolowsky som Clayton Townley
- Michael Rooker som Frank Bailey
- Pruitt Taylor Vince som Lester Cowens
- Badja Djola som Agent Monk
- Kevin Dunn som Agent Bird
- Tobin Bell som Agent Stokes

## Priser
Filmen modtog overvejende positive anmeldelser og blev nomineret til en række filmpriser.

### Priser
- 1989: Oscar for bedste fotografering: Peter Biziou
- 1989: BAFTA Award for bedste fotografering: Peter Biziou
- 1989: Berlin Filmfestival: Sølvbjørnen for bedste skuespiller: Gene Hackman[2]
- 1989: BAFTA Award for bedste klipning: Gerry Hambling
- 1989: BAFTA Award for bedste lyd: Bill Phillips, Danny Michael, Robert J. Litt, Elliot Tyson, Rick Kline
- 1989: British Society of Cinematographers for bedste fotografering: Peter Biziou
- 1988: National Board of Review Awards

### Nomineringer
1988: Oscaruddelingen 1989
- - Oscar for bedste film
  - Oscar for bedste mandlige hovedrolle: Gene Hackman
  - Oscar for bedste kvindelige birolle: Frances McDormand
  - Oscar for bedste instruktør: Alan Parker
  - Oscar for bedste klipning: Gerry Hambling
  - Oscar for bedste lyd: Robert J. Litt, Elliot Tyson, Rick Kline and Danny Michael
- 1989: Berlin Filmfestival
  - Guldbjørnen
- 1989: BAFTA Awards
  - BAFTA Award for bedste instruktør: Alan Parker
  - BAFTA Award for bedste filmmusik: Trevor Jones
- 1988: Golden Globe Award
  - Golden Globe Award for bedste film — Drama
  - Golden Globe Award for bedste instruktør — Film: Alan Parker
  - Golden Globe Award for bedste skuespiller - Film drame: Gene Hackman
  - Golden Globe Award for bedste manuskript: Chris Gerolmo[4]

## Eksterne Henvisninger
- Mississippi Burning på Internet Movie Database (engelsk)
- Mississippi Burning på Filmdatabasen
- Mississippi Burning på Scope
- Mississippi Burning i Svensk Filmdatabas (svensk)
- Mississippi Burning på AlloCiné (fransk)
- Mississippi Burning på MovieMeter (nederlandsk)
- Mississippi Burning på AllMovie (engelsk)
- Mississippi Burning hos American Film Institute (engelsk)
- Mississippi Burnings profil hos Encyclopædia Britannica Online (engelsk)
- Mississippi Burning på Turner Classic Movies (engelsk)